# 傅子初
傅子初，马来西亚政治人物，前马来西亚玻璃市州立法议会英特拉稼秧岸国阵马华公会议员兼行政议员，主管房屋与地方政府、开发区域与新市区。